# Amazone vineuse
Amazona vinacea
Espèce
Répartition géographique
Statut de conservation UICN

 EN C2a(i) : En danger
Statut CITES
L'Amazone bourgogne ou Amazone vineuse (Amazona vinacea) est une espèce de perroquet.